# Nazionalismo francese

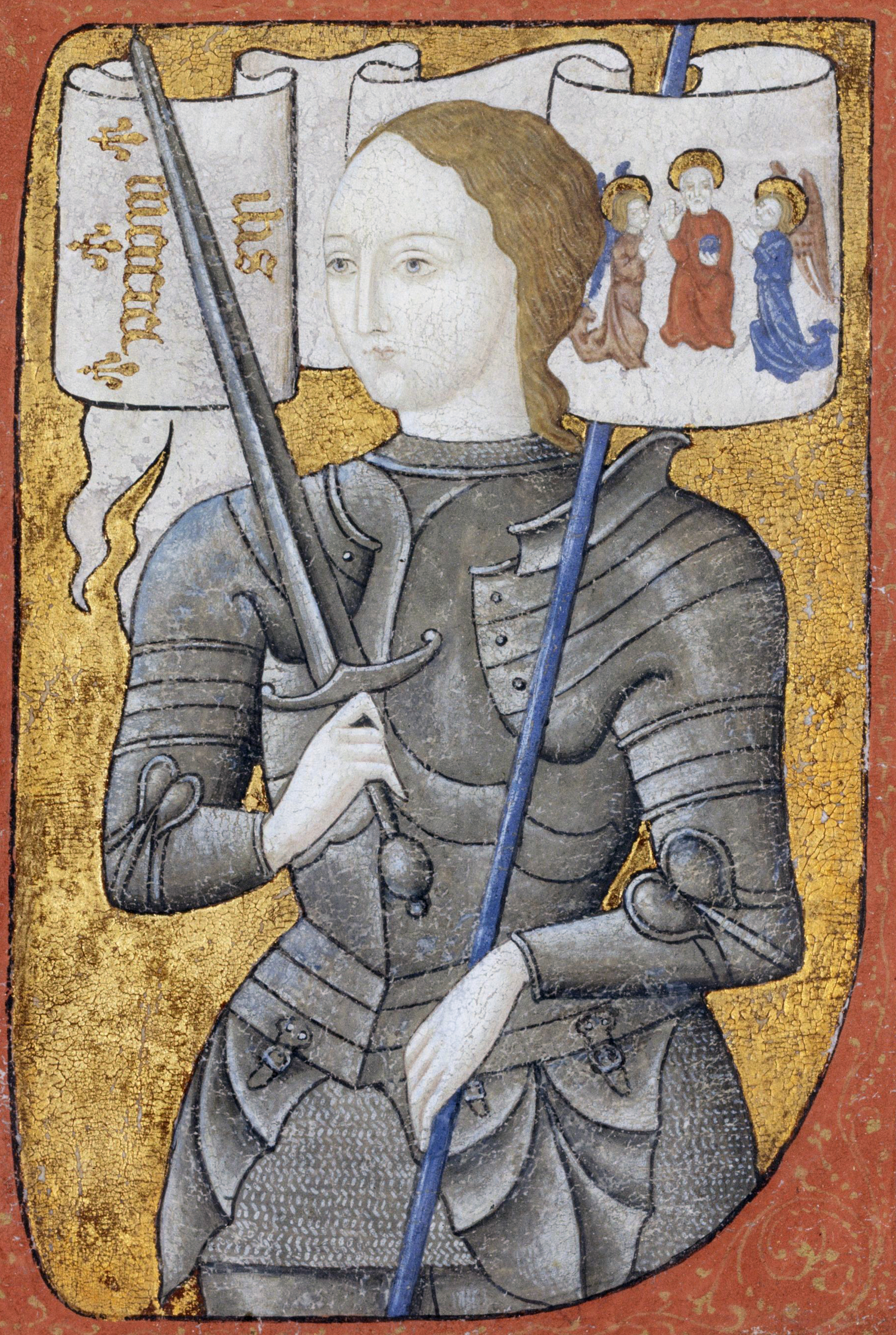
Giovanna d'Arco, l'eroina nazionale della Francia

La bandiera francese è il simbolo maggiore del nazionalismo francese usato anche nel logo del partito nazionalista Front National

La Libertà che guida il popolo (Eugène Delacroix, 1830), tipico esempio di arte nazionalista

Il Nazionalismo francese (in francese nationalisme français) si riferisce al nazionalismo dei francesi e della cultura della Francia.

## Storia
Il punto di partenza del sentimento nazionalista in Francia è da alcuni fatto risalire alle campagne guidate da Giovanna d'Arco (1412-1431), l'eroina nazionale che combatté contro gli inglesi (che controllavano ampie porzione del territorio francese), poiché si rivolse sempre ai suoi soldati definendoli "francesi". Il nazionalismo francese si organizzò in un movimento dopo la Rivoluzione francese nel 1789. Napoleone Bonaparte cavalcò il nazionalismo francese, promosso sulla base degli ideali della Rivoluzione francese (i principi di "libertà, uguaglianza e fraternità) e lo prese come giustificazione per l'espansionismo francese e le campagne militari napoleoniche, come pretesa per la Francia, avente il diritto di diffondere gli ideali illuministi della Rivoluzione francese in tutta Europa. L'invasione di altre nazioni ha avuto l'effetto di diffondere anche il concetto di nazionalismo fuori dalla Francia.
Dopo la sconfitta di Napoleone e la caduta dell'Impero, il nazionalismo francese, dal XIX secolo ai primi del XX secolo ha assunto un patriottismo assertivo ed estremo che ha sostenuto la forza militare per raggiungere i suoi obiettivi politici, promuovendo anche il colonialismo. Durante la prima guerra mondiale fu perseguita la condotta del revanscismo nei confronti della Germania a causa della perdita dell'Alsazia-Lorena, occupata militarmente dalla Germania alla fine del guerra franco-prussiana del 1870-1871. L'orgoglio nazionale francese è stato danneggiato nella prima guerra mondiale dalla lunga guerra con la Germania combattuta sul suo suolo, e soprattutto nella seconda guerra mondiale, quando il governo francese si arrese alla Germania nel 1940, e successivamente, quando la Francia perse molte delle sue colonie a causa di decolonizzazione alla fine della seconda guerra mondiale.
L'eroe di guerra della Francia Libera contro i nazisti, Charles de Gaulle, divenne il presidente della Francia e cercò di risuscitare l'orgoglio nazionale. Il gollismo fu per questo il principale movimento nazionalista europeo non fascista.
De Gaulle cercò di rendere la Francia leader di un'Europa indipendente - esente dall'influenza americana e sovietica. Il governo De Gaulle ha cercato la riconciliazione franco-tedesca e ha avuto un ruolo di primo piano nella fondazione dell'Unione europea e ha cercato di risolvere le tensioni economiche tra Francia e Germania, tanto che l'ex ministro degli Esteri francese Robert Schuman ha dichiarato che fu progettata "per terminare l'ostilità franco-tedesca una volta per tutte".
Negli anni sessanta il nazionalismo francese fu il principio fondante dell'OAS, per il mantenimento dell'Algérie française. Nel 1972 nasce il partito  Front National, che fa del nazionalismo uno dei suoi principi.